# Rhinoptilus
 Rhinoptilus  es un género de aves Charadriiformes en la familia Glareolidae. Tiene cuatro especies que se reproducen en África y el sur de Asia.

## Especies
El género contiene las siguientes especies:
- Rhinoptilus africanus – corredor escamoso chico.
- Rhinoptilus cinctus – corredor escamoso grande.
- Rhinoptilus chalcopterus – corredor patirrojo.
- Rhinoptilus bitorquatus – corredor del Godavari.